# Aritate
Aritatea este numărul termenilor componenți (argumente sau operanzi) ai unei funcții, operații sau relații în logică, matematică sau informatică. În matematică, pentru aritate se mai folosește termenul de rang, însă acest termen are în matematică și alte sensuri. În logică și filosofie, mai este cunoscut drept adicitate și grad. În lingvistică este denumit de obicei valență, termen împrumutat din știința despre substanțe chimice prima dată de autorul american Charles Peirce în eseul din 1897 "The Logic of Relatives".

## Exemple
Termenul „aritate” este rar folosit. De exemplu, mai degrabă decât formularea „aritatea operației de adunare este 2” sau „adunarea este o operație de aritate 2” de obicei se spune „adunarea este o operație binară”. În general, denumirea funcțiilor sau operatorilor cu o anumită aritate urmează o convenție similară cu cea utilizată pentru sistemele de numerație cu baza n, cum ar fi cel binar sau cel hexazecimal. Se combină un prefix latin cu sufixul -ar[ă]; de exemplu:
- O funcție nulară nu are argumente.

Exemplu: {\displaystyle f()=2}
- O funcție unară are un argument.

Exemplu: {\displaystyle f(x)=2x}
- O funcție binară are două argumente.

Exemplu: {\displaystyle f(x,y)=2xy}
- O funcție ternară are trei argumente.

Exemplu: {\displaystyle f(x,y,z)=2xyz}
- O funcție n-ară are n argumente.

Exemplu: {\displaystyle f(x_{1},x_{2},\ldots ,x_{n})=2\prod _{i=1}^{n}x_{i}}

### Nulară
Uneori este util să se considere o constantă ca fiind o operație de aritate 0, prin urmare este numită „nulară”.
De asemenea, în aplicații care nu țin de programarea funcțională, o funcție fără argumente poate fi semnificativă și nu neapărat constantă (datorită efect secundar⁠(d)). Adesea, astfel de funcții au de fapt unele intrări ascunse care ar putea fi variabile globale, inclusiv starea sistemului (timp, memorie liberă, ...). Acestea din urmă sunt exemple importante care există de obicei și în limbaje de programare „pur” funcționale.

### Unară
Exemple de operatori unari în matematică și în programare sunt minus și plus unari, operatorii de incrementare și decrementare în limbaje de tip C (nu în limbaje logice) și succesor, factorial, funcția inversă, partea întreagă, plafonul, partea fracționară, semnul, modulul, rădăcina pătrată, rădăcina cubică, funcția putere cu un anumit exponent, logaritmul într-o anumită bază, conjugata complexă, norma, complementul față de doi, referința pentru adresare și negația logică.
Toate funcțiile din calculul lambda și în unele limbaje de programare funcțională (în special cele descendente din ML) sunt unare din punct de vedere tehnic.
După Willard Van Orman Quine, numeralele distributive latine fiind singuli, bini, terni și așa mai departe, adjectivul corect ar fi „singular”, nu „unar”. Abraham Robinson folosește recomandarea lui Quine.
În logică și aplicațiile ei în filosofie, adjectivul „monadic” este uneori folosit pentru a descrie o relație (sau predicat logic) cu un singur loc/obiect/argument, cum ar fi „are/este de formă pătrată”, spre deosebire de o relație dintre două obiecte (relație diadică), cum ar fi „este sora lui”, „este/sunt contemporan(i)/concitadin(i) (cu)” sau „este/sunt un număr coprim cu/prime între ele”.

### Binară
Majoritatea operatorilor întâlniți în programare și matematică sunt binari. De exemplu operatorii de adunare, înmulțire și  împărțire, operatorul de ridicare la o putere cu exponent variabil, operatorul logaritm în diferite baze, funcția putere de diferiți exponenți. Operatorii logici propoziționali (ce pot intra in componența schemelor predicat neelementare) precum SAU, XOR, ȘI, IMP sunt de obicei utilizați ca operatori binari cu doi operanzi diferiți.
În arhitecturile CISC, este uzual să existe doi operanzi sursă (iar rezultatul să fie stocat într-unul din ei).

### Ternară
Limbajele de programare de tip C au operatorul ternar ?:, cunoscut drept operatorul conditional⁠(d), care are trei operanzi. Primul operand (condiția) este evaluat, iar dacă valoarea de adevăr obținută este „adevărat” rezultatul expresiei este valoarea celui de al doilea operand, altfel este valoarea celui de al treilea operand.
Limbajul de programare Forth are operatorul */, care înmulțește primii doi operanzi și împarte rezultatul la al treilea, calculele efectuându-se în precizie dublă⁠(d). Asta evită depășirea⁠(d) la prima operație.
Există și alte exemple, de exemplu în geometrie relația între cel puțin trei puncte dintr-un plan de a aparține aceleași drepte, relație numită coliniaritate. Trei puncte distincte automat formează un plan intrând așadar în relația ternară de coplanaritate, putând fi două câte două necoliniare. De asemenea în geometria suprafețelor (aplicată în geografie) se poate întâlni relația ternară de vecinătate. Aritatea acestei relații poate fi și patru sau chiar cinci, așadar o relație cuaternară/quinară.

### n-ară
Din punct de vedere matematic, o funcție de n argumente poate fi întotdeauna considerată ca o funcție a unui singur argument care este un element al unui spațiu produs. Totuși, poate fi convenabil ca notația să ia în considerare funcții n-are, cum ar fi de exemplu aplicațiile multiliniare (care nu sunt aplicații liniare pe spațiul produs dacă n ≠ 1).